# ノヴァーラの戦い (1513年)
ノヴァーラの戦いは、1513年6月6日にイタリア北部のノヴァーラ付近で勃発したカンブレー同盟戦争における戦い。フランス軍は、ミラノとスイスの同盟軍により敗走し、イタリアから完全に撤退することを余儀なくされた。

## 前兆
ルイ12世統治下のフランスは、前年のラヴェンナの戦いで勝利したが、翌月に神聖同盟によりミラノから追い出された。
フランスがミラノから撤退したことにより、1512年12月29日、スイス傭兵はマッシミリアーノ・スフォルツァをミラノ公として擁立した。
1513年、ルイ2世・ド・ラ・トレモイユ率いる2万人を超える兵で構成されたフランス軍が、スイス傭兵により維持されていたノヴァーラを包囲した。

## 戦闘
1513年6月頃には、ミラノ公国の西部のほとんどがフランスにより占領された。前夜にノヴァーラに行進した後、フランス軍は夜明けに約12,000人のスイスの救援軍に驚いた。スイスのようにパイクを装備したドイツのランツクネヒトが重厚な陣を敷き、スイスの攻撃に激しく抵抗する一方で、フランス軍は砲兵の一部を展開していた。しかし、強行軍でフランス軍を包囲し、複数の方向から押し寄せたスイスの猛攻撃により、フランスの大砲がとられ、ランツクネヒト歩兵連隊が後退させられ、陣が破壊された。不意を突かれたことにより、フランスの重騎兵が十分に展開できず、段列を残したまま、戦地から撤退した。

## 余波
この戦闘は特に血なまぐさいものであり、フランス側の死傷者が少なくとも5,000人、スイス兵の死者が1,500人、ほとんどがスイスが侵攻した際にフランスの砲撃に苦しめられていた。また、戦闘後に、スイスは、フランス側で戦い捕虜になったドイツのランツクネヒト数百人を処刑した。フランス軍が敗走してから、スイスは騎兵不足により追撃できなかったが、フランス側からの金銭の支払いでフランスから離れるまで、一部の部隊が撤退するフランス軍をはるばるフランスのディジョンまで追撃した。スイスはフランス大砲22門を鹵獲した。
フランス軍の敗北で、ルイ12世はミラノとイタリアから撤退することを余儀なくされた。